# إلين س. سميث
إلين س. سميث (بالإنجليزية: Elaine Constance Smith)‏ هي كوميدية ارتجالية وممثلة بريطانية، ولدت في 2 أغسطس 1958 في غلاسكو في المملكة المتحدة.

## وصلات خارجية
- إلين س. سميث على موقع IMDb (الإنجليزية)
- إلين س. سميث على موقع ميوزك برينز (الإنجليزية)
- إلين س. سميث على موقع أول موفي (الإنجليزية)
- إلين س. سميث على موقع قاعدة بيانات الأفلام السويدية (السويدية)
- إلين س. سميث على موقع قاعدة بيانات الفيلم (الإنجليزية)